# دوميترو ميتو
دوميترو ميتو (بالرومانية: Dumitru Mitu)‏ هو لاعب كرة قدم روماني في مركز الهجوم، ولد في 13 فبراير 1975 في بوخارست في رومانيا. لعب مع باناثينايكوس ودينامو زغرب وستيوا بوخارست وسي إف آر كلوج وكينغداو جونون ونادي أوسييك ونادي براشوف ونادي تشانغتشون ياتاي ونادي رييكا ونادي فارول كونستانتسا ويو تي أي أراد.

## وصلات خارجية
- دوميترو ميتو على موقع الاتحاد الأوربي (الإنجليزية)
- دوميترو ميتو على موقع قاعدة بيانات كرة القدم.إي يو (الإنجليزية)
- دوميترو ميتو على موقع Soccerbase.com (لاعب) (الإنجليزية)
- دوميترو ميتو على موقع Soccerway.com (الإنجليزية)
- دوميترو ميتو على موقع عالم كرة القدم.نت (الإنجليزية)